# Christina af Geijerstam
Christina af Geijerstam, född von Hofsten 25 april 1779 i Knista i Örebro län, död 27 november 1856 i Frösvidal i samma län, var en svensk musiker och salongsvärd.
Christina af Geijerstam, som spelade piano, höll musikaliska salonger i sitt hem. Hon invaldes som ledamot av hedersklassen i Kungliga Musikaliska Akademien den 11 januari 1838. I protokollet från invalet står det "utmärkt genom stora talanger så väl uti execution å fortepiano, som även å orgor."
Christina af Geijerstam var dotter till brukspatronen Erland von Hofsten (1751–1793) och Anna Elisabet Ullmark (1753–1843) samt gift med brukspatronen Carl Gustaf af Geijerstam av släkten af Geijerstam (1769–1806).